# Класифікація екзопланет

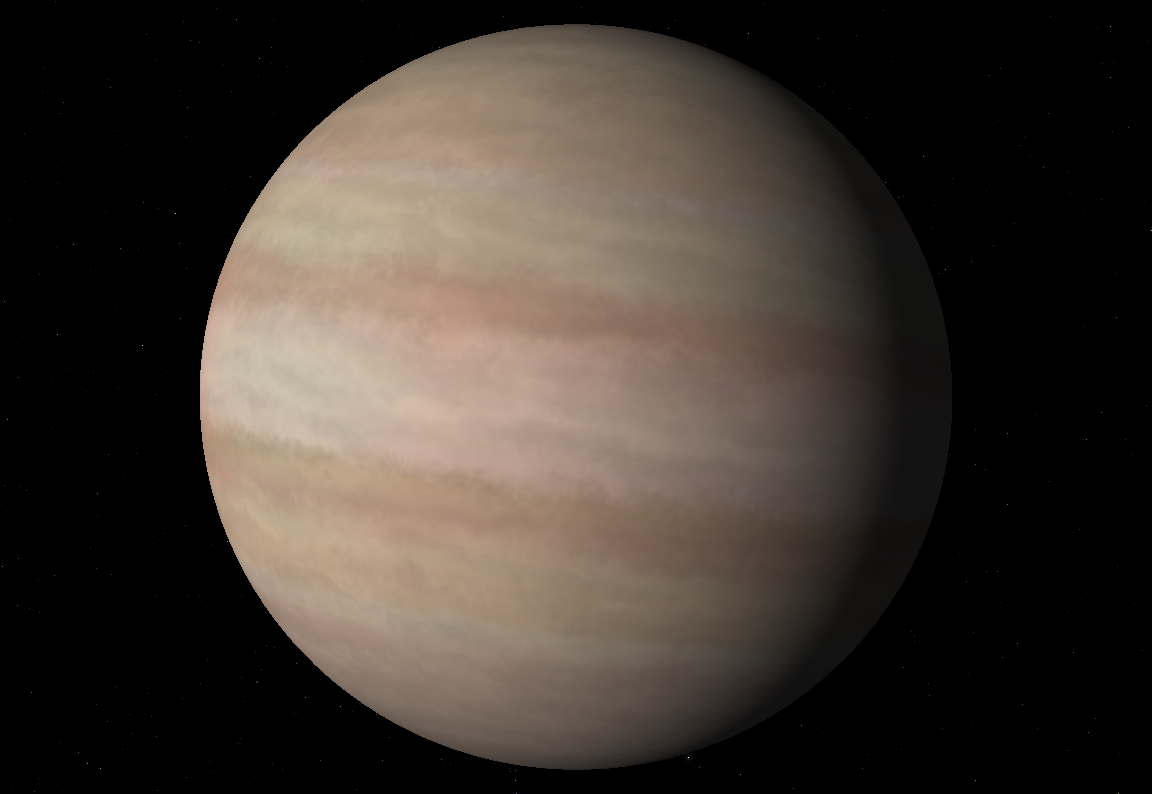
Планета I класу

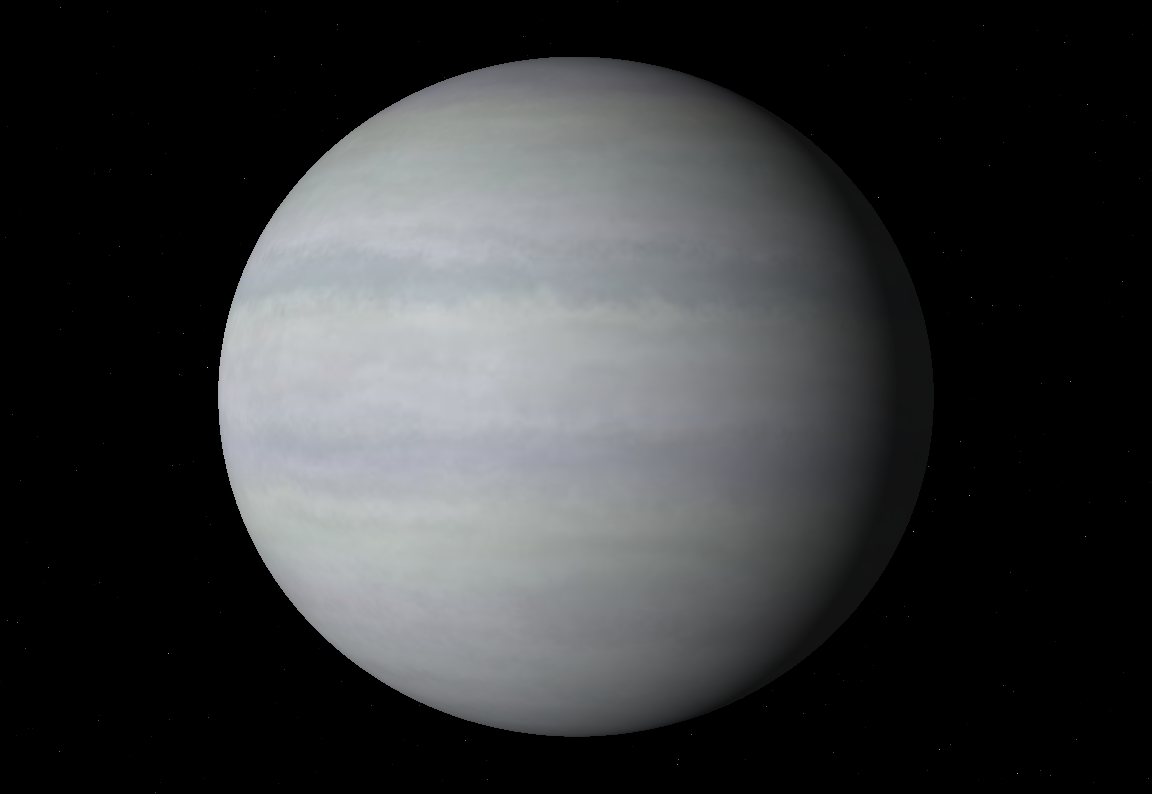
Планета II класу

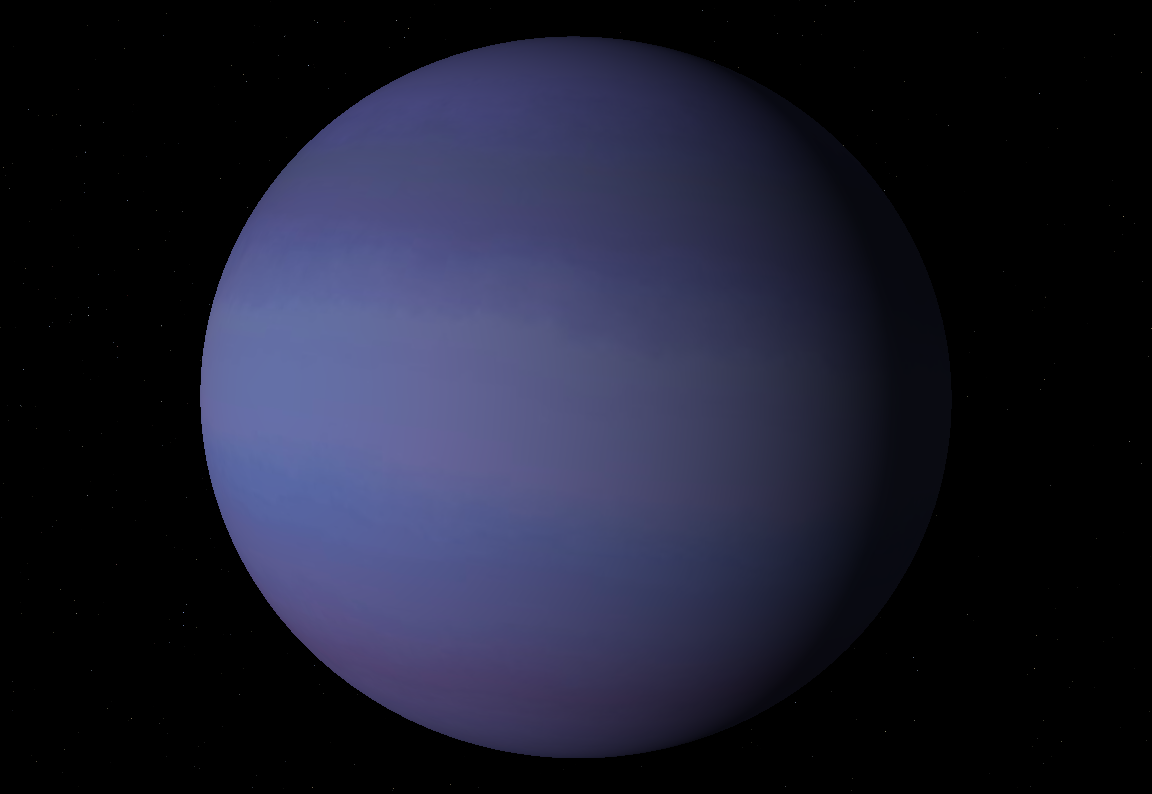
Планета III класу

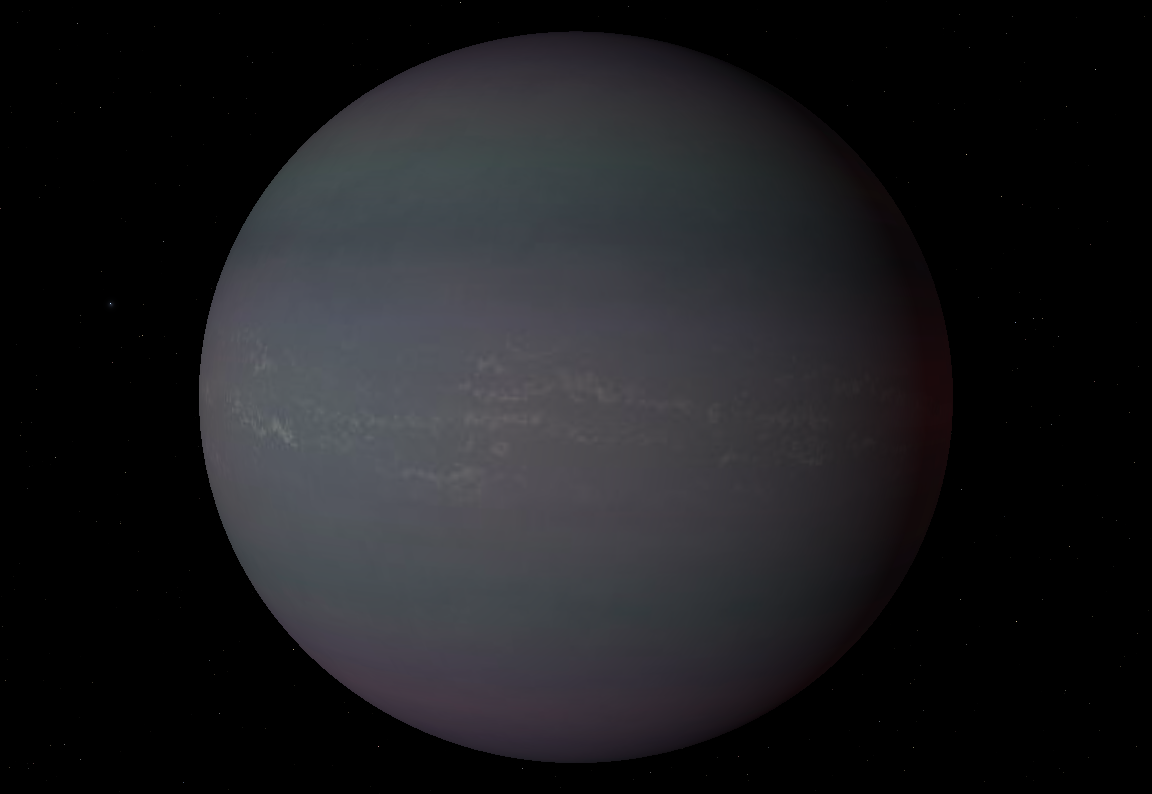
Планета IV класу

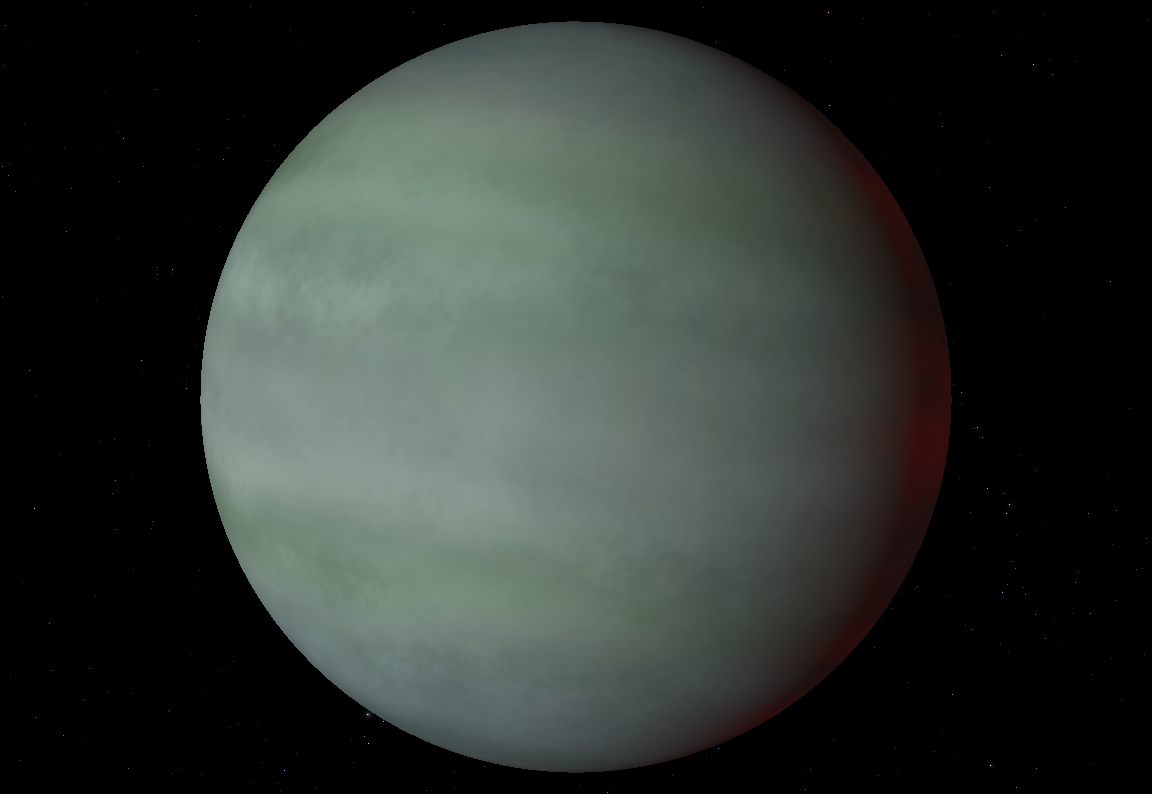
Планета V класу

## Типи планет за Сударським
Класифікація екзопланет за Сударським — це теоретична модельна класифікація зовнішнього вигляду планет-гігантів в залежности від їх температури. Цю систему класифікації вперше запропонував Давид Сударський (зі співавторами) у роботі «Albedo and Reflection Spectra of Extrasolar Giant Planets» і розвинута в роботі «Theoretical Spectra and Atmospheres of Extrasolar Giant Planets», перше ніж були зроблені будь-які успішні прямі або непрямі спостереження атмосфер екзопланет.
В класифікації екзопланет за Сударським газові гіганти, згідно з моделями їх атмосфер, розділяються на 5 основних типів (позначаються римськими цифрами):
1. Аміачні хмари;
2. Водяні хмари;
3. Чисті;
4. Лінії поглинання лужних металів;
5. Силікатні хмари.

В Сонячній системі під класифікацію Сударського підпадають тільки Юпітер та Сатурн (обидва належать до класу I). Під класифікацію Сударського не підпадають планети земної групи, як Земля, HD 85512 b (3.6 маси Землі), OGLE-2005-BLG-390Lb (5.5 маси Землі); та крижані гіганти, як Уран (14 мас Землі) і Нептун (17 мас Землі).

### Загальні положення
Властивості екзопланет, наразі, слабо досліджені, що зумовлюється складністю їх безпосереднього спостереження. Часто неможливо провести аналогію з планетами сонячної системи, більшість відомих екзопланет повністю відрізнається від планет сонячної системи. Так серед відомих екзопланет досить розповсюджений клас «гарячий Юпітер».
Безпосередні спектроскопічні спостереження можливі тільки для деяких екзопланет в момент їх транзиту перед своєю зіркою. Такі спостереження були проведені для HD 189733 b. Вони показали, що планета блакитна та її альбедро становить більше 0.14.
Припущення щодо властивостей невидимих планет наразі ґрунтуються на модельних разрахунках атмосфери планети, наприклад на припущеннях профилів температури-тиску виходячи з рівня опромінення планети світлом центральної зірки.

### Планетарні класи

#### Клас I: Аміачні хмари
Планети класу I знаходяться в зовнішніх регіонах своєї планетної системи і в їх атмосферах домінують хмари аміаку. Цей клас планет може існувати при температурах, нижче 150К (−120 °C). За разрахунками альбедо планети, що обертається навколо сонцеподібної зірки, має становити приблизно в 0.57. У порівнянні з Сонячною системою, альбедо Юпітера становить 0.343 і Сатурна 0.432. Розбіжності можуть пояснюватися наявністю в хмарах неврахованих нерівноважних конденсатів, таких як толіни та фосфорні сполуки, що зумовлюють рожеве забарвлення хмар Юпітера і не враховуються в розрахункових моделях. В нашій Сонячній системі цьому класу відповідає Юпітер і Сатурн, які, як відомо, мають хмари аміаку.
Виходячи з температурного режиму, необхідного для існування планет класу I, ці планети мають обертатися або навколо холодних зірок малої маси, або находитися на широких орбітах навколо сонцеподібних зірок. Холодні зірки можуть бути занадто далеко для проведення спостережень, а знаходження планети в зовнішній частині системи зумовлює її невеликий і повільний вплив на головну зірку системи. Покращення ситуації з виявленням планет класу I може бути, якщо планета буде набагато масивніша за Юпітер, але такий «суперюпітер» може мати досить багато внутрішнього тепла, що може перевести його в вищий клас.
З позасонячних планет класу I має відповідати HD 154345 b (Gliese 651 b).

#### Клас II: Водяні хмари
Планети класу II занадто теплі, щоб на них утворювалися аміачні хмари. Хмари у планет цього класу утворюються з водяної пари. Це накладає наступні обмеження: температура повинна бути нижча за 250К. Водяні хмари, в порівнянні з аміачними хмарами, більше відбивають світло, тож розрахове альбедо для планети, що обертається навколо сонцеподібної зорі, становить 0.81. Хоча водяні хмари будуть нагадувати хмари в атмосфері Землі, але сама атмосфера буде складатися переважно з водня та водневомісних газів, як то метан. В Сонячній системі планета класу II мала б обертатися навколо Сонця на відстані 1.2 а.є (між Землею і Марсом).
Представників планет цього класу в Сонячній системі не існує. Можливі кандидати на планети класу II: HD 45364 b та HD 45364 c.

#### Клас III: Чисті
Планети-гіганти з температурою від 350К до 800К не будуть мати жодних хмар, через відсутність в атмосфері сполук, що можуть утворювати хмари в цьому температурному інтервалі. Зовні планета має виглядати як блакитна куля без видимих деталей, як збільшений до розмірів Юпітера, Урана чи Нептуна. Блакитний колір зумовлений релеївським розсіюванням світла на молекулах метану. Через відсутність хмар розраховане альбедо для планети, що обертається навколо сонцеподібної зірки досить мале і становить 0.12. При температурах вище 700К у верхній атмосфері можуть виникати перисті хмари з сульфідів та хлоридів. В Сонячній системі планета класу III мала б находитися приблизно на орбіті Меркурія.
Представників планет цього класу в Сонячній системі не існує. Можливо, представниками планет класу III є: HD 37124 b, HD 18742 b, HD 178911 B b та HD 205739 b.

#### Клас IV: Поглинання лужних металів
При температурах вище 900К основним вуглецевомісним компонентом в атмосфері стає не метан, а монооксид вуглецю. Крім того, в атмосфері збільшується кількість парів лужних металів (літія, натрію, калію) і, за прогнозами, в спектрі планети мають бути видимі спектральні лінії натрію та калію. Глибоко в атмосфері утворюються хмари з парів заліза та силікатів, але це істотно не впливає на спектр планети. Прогноз альбедо для планети класу IV, що обертається навколо сонцеподібної зірки надзвичайно низький: лише 0.03. Такий низький альбедо пояснюється інтенсивним поглинанням світла парами лужних металів. Планети 4 і 5 типів також називають «гарячими Юпітерами». Представників планет цього типу в Сонячній системі не існує.
Планета 55 Рака b зареєстрована як планета класу IV.
HD 209458 b з температурою 1300К також належать до класу IV. Виміри альбедо для неї (з урахуванням похибки), дають значення 0. В 2001р. під час транзиту NASA спостерігала в спектрі планети лінії натрію, хоча й менш інтенсивні, ніж передбачалося.
HD 189733 b. Була першою екзопланетою, для якої складена карта температур. Температура атмосфери в різних точках становить 700-1200К і також була класифікована як клас IV. Але в 2007 році її колір був визначений як темно-синій і альбедо визначено > 0.14 (можливо через випрмінювання її «гарячої точки»).
TrES-2 має низький альбедо, тож належить до класу IV.

#### Клас V: Силікатні хмари
Для найгарячіших планет с температурою понад 1400К (або холодніших, але менш масивних за Юпітер), за прогнозами, в верхній атмосфері утворюються хмари з парів заліза і силікатів. Завдяки ним розрахований альбедо досить великий і становить 0.55. Завдяки високій температурі планета має світитися червоним світлом. Теоретично, якщо така планета обертається навколо зірки з видимою величиною менше за +4.5, то її можна було б побачити за допомогою сучасних інструментів. Але на практиці світло зорі екрануватиме світло планети.
Кандидатами на планети класу V служать 51 Пегаса b. HAT-P-11b та інші планети-гіганти, знайдені за допомогою космічного телескопа Кеплер.
Окрім даних 5 типів існують інші класифікації позасонячних планет.

## Окремі різновиди екзопланет
Гарячий Юпітер. Більшість відомих екзопланет належать до класу «гарячий Юпітер». Згідно з класифікацією екзопланет за Сударським, гарячі юпітери належать до IV-V класу екзопланет.
Водний гігант належить до II типу (класу) екзопланет.
Газовий гігант належить до І або II типу (класу) екзопланет.

## Двовимірна класифікація планет по системі маса/температурний режим
Цю систему класифікації запропонувала Вікторія Воробйова на сайті http://allplanets.ru/tipy_exoplanet.htm [Архівовано 6 Вересня 2013 у Wayback Machine.]. 
У системі маса/температурний режим планети класифікуються по двох незалежних параметрах: масі планети та її тепловому режимові.
За параметром маси планети поділяються на три класи:
- Планети-гіганти. Маса від 0.19 до 13 мас Юпітера.
- Нептуни. Маса від 7 до 60 мас Землі, або від 0.022 до 0.19 мас Юпітера.
- Планети земного типу. Маса менше 7 мас Землі.

Робиться припущення, що маса планети корелює з її хімічним складом та внутрішньою будовою. Границя між планетами-гігантами та нептунами проведена по границі утворення в надрах планети металічного водню. Межа між нептунами і планетами земного типу умовно проведена по середині інтервалу між масою Урана (14 мас Землі) та Землею (як найтяжчою планетою земного типу в сонячній системі).
Припускається, що хімічний склад планет-гігантів близький до хімічного складу зірок, тобто вони складаються переважно з водню та гелію. Швидко обертаються. Через величезний тиск в надрах цих планет водень переходить у металевий стан (вироджується). Починаючи з маси в 0.3 маси Юпітера до 13 мас Юпітера (границі коричневих карликів) радіус планети приблизно дорівнює радіусу Юпітера. Збільшення маси планети призводить до збільшення густини планети, а не до збільшення радіусу. Винятком є Гарячі Юпітери, що мають більші розміри через нагрів атмосфери (видимий радіус планети становить 1-1.4 радіуса Юпітера).
Нептуни переважно складаються з льодів (водяного, аміачного, метанового, сіроводневого), з великою кількістю силікатів, що складають приблизно чверть маси планети. Частка водню і гелію становить приблизно 15-20%. Тиск в надрах недостатній для утворення металічного водню.
Планети земного типу мають масу менше 7 мас Землі і складаються переважно з силікатів та заліза. Радіус менше 2 радіусів Землі.
За критерієм температурного режиму, в залежності від кількості тепла, що планета отримує від центральної зірки системи, планети поділяються на наступні класи:
- Гарячі (R/Rеф < 0.1).
- Дуже теплі (0.1 < R/Rеф < 0.4).
- Теплі (0.4 < R/Rеф < 0.8).
- Прохолодні (0.8 < R/Rеф < 1.3).
- Холодні (1.3 < R/Rеф < 3).
- Дуже холодні (3 < R/Rеф < 12).
- Льодяні (R/Rеф > 12).

Де R - велика піввісь орбіти планети, а Rеф - радіус ефективної земної орбіти для цієї зорі (радіус орбіти навколо зорі, при обертанні по якій, Земля б отримувала таку ж кількість тепла, що отримує зараз від Сонця).
Відповідно до цієї класифікації у Сонячній системі Юпітер та Сатурн є дуже холодними гігантами, Земля - прохолодною землею, Венера - теплою землею, Марс - холодною землею, Уран та Нептун - крижаними нептунами.